# La Lande-d’Airou
La Lande-d’Airou település Franciaországban, Manche megyében. Lakosainak száma 535 fő (2022. január 1.). La Lande-d’Airou Champrepus, Bourguenolles, Fleury, Le Tanu és Villedieu-les-Poêles-Rouffigny községekkel határos.

## Népesség
A település népességének változása:
| Lakosok száma | 535  | 455  | 458  | 495  | 508  | 514  | 518  | 530  | 532  | 535  |
|               | 1968 | 1982 | 1990 | 2006 | 2013 | 2015 | 2017 | 2019 | 2020 | 2022 |